# 蒙面俠蘇洛2：不朽傳奇
《蒙面俠蘇洛2：不朽傳奇》（英語：The Legend of Zorro）是一部于2005年上映的美国超级英雄西部俠盜電影，由马丁·坎贝尔执导，沃尔特·F·帕克斯、劳里·麦克唐纳和劳埃德·菲利普斯监制，詹姆斯·霍纳作曲，罗伯托·奥利奇和艾力克斯·寇茲曼编剧。这是1998年上映电影《佐罗的面具》的续集，安东尼奥·班德拉斯和凯瑟琳·泽塔-琼斯将继续饰演这位名义上的英雄和他的妻子伊莲娜，盧夫斯·塞維爾将饰演反派亚曼伯爵。影片发生在加利福尼亚州圣马特奥县，在墨西哥聖路易斯波托西州拍摄，第二单元摄影在新西兰惠灵顿拍摄。这部电影由哥倫比亞影業制作（而不是三星影业，因为哥倫比亞影業拥有三星影业1999年之前的电影库的续集版权），于2005年10月28日在影院上映，票房为1.424亿美元，预算为6500万美元。